# NGC 3917
NGC 3917 é uma galáxia espiral (Sc) localizada na direcção da constelação de Ursa Major. Possui uma declinação de +51° 49' 29" e uma ascensão recta de 11 horas, 50 minutos e 45,6 segundos.
A galáxia NGC 3917 foi descoberta em 17 de Março de 1790 por William Herschel.